# تشتاب عليا
تشتاب عليا هي قرية في مقاطعة ميانة، إيران. عدد سكان هذه القرية هو 466 في سنة 2006.